# Luther Standing Bear
Luther Standing Bear (Lakota: Óta Kté, ook Matȟó Nážiŋ) (1868 – Huntington Beach, 20 februari 1939) was een Lakota indianenleider en schrijver, onderwijzer, filosoof en acteur.

## Biografie
Standing Bear groeide op in het indianenreservaat Spotted Tail Agency als zoon van een Sicangu stamhoofd en leerde de traditionele levenswijze van de Lakota. In 1879 werd hij als een van de eerste leerlingen naar de Carlisle Indian Industrial School gestuurd om er de witte, westerse wereld te leren kennen. In 1884 keerde hij terug naar het reservaat als leerkracht, in 1886 huwde hij en in 1890, enige tijd na het Bloedbad van Wounded Knee, verhuisde de familie naar het Pine Ridge Indian Reservation. Hij gaf er les, werkte in zijn ooms buurtwinkel en baatte het postkantoor uit. Met zijn broer Ellis begon hij vervolgens een eigen winkel en een ranch. Standing Bear organiseerde lezingen en discussiegroepen in het reservaat. In 1903 was hij als medewerker van Buffalo Bill's Wild Westshow betrokken bij een treinramp; hij raakte zwaar gewond.
In 1905 kozen de Oglala Standing Bear als hun leider, maar later dat jaar verliet hij het reservaat uit onvrede met het gebrek aan autonomie. Hij verkocht zijn land en ging in Sioux City wonen. In Oklahoma werkte hij in de rodeoshows op de Miller Brothers 101 Ranch, waarna hij naar Californië trok om in de filmindustrie te gaan werken. Hij debuteerde in Ramona (1916) en speelde tot eind jaren 30 in tal van vroege westerns. In Hollywood was hij een voorvechter van betere representatie van inheemse Amerikanen in films.
Tussen 1928 en 1936 schrijf Standing Bear vier boeken en verschillende artikels over de bescherming van Lakota cultuur. Hij ging in tegen het toenmalige beleid van assimilatie, reglementering en religieuze inmenging. Hij verzette zich tegen de Dawes Act. Standing Bear was een van de pioniers in de strijd voor een andere indianenbeleid in de Verenigde Staten tijdens de Progressive Era. In 1933 werd hij betrokken bij de Indian New Deal van John Collier, hoofd van het Bureau of Indian Affairs onder president Franklin Delano Roosevelt.
Luther Standing Bear overleed op de set van de film Union Pacific (1939) en werd begraven op het Hollywood Forever Cemetery.